# Rivière Shabogamo
La rivière Shabogamo est un affluent de la rivière Ashuanipi. La rivière, d'une longueur de 19 km, est située au centre de la péninsule du Québec-Labrador. La rivière se situe au Labrador, partie continentale de la province de Terre-Neuve-et-Labrador.
La rivière appartient au réseau hydrographique du fleuve Churchill qui rejoint le lac Melville et l'océan Atlantique.

## Description

### Rivière Shabogamo en aval du lac Shabogamo
La rivière Shabogamo est l'émissaire du long et sinueux lac Shabogamo à 525 mètres d'altitude sur sa rive sud-est.
La rivière coule sur environ 19 km vers le sud en créant les rapides Marshall peu avant de se séparer en deux branches autour d'une île et de rejoindre la rivière Ashuanipi au coude de la rivière à 510 mètres d'altitude à une distance de 17 km en aval du vaste lac Ashuanipi.

### Chaîne de lacs entre le lac Long et le lac Shabogamo
En amont du lac Shabogamo se trouve le lac Wabush situé à la même altitude et relié par un goulet (53° 09′ 01″ N, 66° 47′ 03″ O) et sur les rives duquel se trouve la petite ville de Labrador City.
Le lac Wabush est connecté en amont avec le Petit lac Wabush, reliés par un goulet (52° 56′ 22″ N, 66° 53′ 25″ O) (The Narrows) séparant Labrador City et Wabush et servant de support à la route 500 (Translabradorienne), à la ligne de chemin de fer reliant les installations minières de la Compagnie Iron Ore du Canada au chemin de fer de la Côte-Nord et du Labrador ainsi qu'aux lignes électriques de la centrale de Churchill Falls alimentant les installations minières et la ville de Labrador City.
En amont du Petit lac Wabush se trouve une chaîne de lacs connectés entre eux par un cours d'eau coupé en courtes sections. Le lac Long (545 mètres d'altitude) s'écoule dans le lac Canning (535 mètres d'altitude) par des rapides au nord, puis le lac Harrie (530 mètres d'altitude) par des rapides à l'est et le Petit lac Wabush (527 mètres d'altitude) par un cours d'eau plus calme.

### Rivière Walsh en amont du lac Long
Le lac Long est alimenté par la rivière Walsh venue du nord-ouest.
La rivière Walsh est un important cours d'eau d'environ 55 km de long constituant la branche mère de la rivière Shabogamo.
La source la plus lointaine de la rivière Walsh se trouve à la pointe du Labrador à la frontière entre le Québec et Terre-Neuve-et-Labrador à 650 mètres d'altitude (53° 10′ 33″ N, 67° 15′ 52″ O). Le cours d'eau prend une direction vers le sud en drainant un secteur parsemé de petits lacs avant de traverser le long lac Virot.
Le lac Virot reçoit aussi les eaux d'une rivière non nommée venue de l'ouest prenant sa source dans les tourbières à la frontière provinciale (52° 54′ 32″ N, 67° 19′ 58″ O) et drainant le lac Green Water en forçant son passage à travers un long esker orienté nord-sud (52° 54′ 32″ N, 67° 10′ 44″ O), ainsi que les eaux de l'émissaire du lac Huguette.
En aval du lac Virot, la rivière Walsh est un abondant cours d'eau qui se dirige vers le nord-est avant de faire un coude vers le sud-est.
La rivière Walsh est ensuite renforcée en rive gauche par son principal affluent la rivière Ironstone (52° 55′ 08″ N, 67° 03′ 35″ O) qui prend sa source au nord-ouest à 660 mètres d'altitude (53° 02′ 20″ N, 67° 11′ 20″ O) avant de traverser une série de lacs et qui draine notamment le lac Carol via un petit affluent.
La rivière Walsh parcourt ensuite environ 4,5 km vers le sud-est avant de faire un coude vers l'est et de rejoindre le lac Long sur son extrémité nord-ouest par une large embouchure comptant plusieurs îles (52° 53′ 56″ N, 66° 59′ 33″ O).

## Hydrologie
La rivière Shabogamo draine une superficie de 3 700 km². Le débit moyen de la rivière en aval du lac Shabogamo est de 61,4 m3/s. Les débits mensuels les plus élevés se produisent généralement pendant la fonte des neiges en juin, avec une moyenne de 162 m3/s.
La rivière Shabogamo est le second affluent le plus important de la rivière Ashuanipi après la rivière McPhadyen qui est plus longue et plus puissante pour un bassin versant légèrement moins étendu.
La ligne de partage des eaux est par endroits très peu marquée dans le Labrador central qui compte de nombreuses tourbières subarctiques. Si elle a pu être identifiée grâce aux technologies modernes, il existe des secteurs polyréiques (drainés vers deux versants différents) et des secteurs aréiques (situés sur la hauteur des terres et non drainés).
Cette situation exceptionnelle explique que plusieurs lacs dans le secteurs aient été nommés par la Commission de toponymie du Québec, comme le lac Green Water.

## Activités humaines

### Mines de fer
Les installations minières de Labrador City et de Wabush ont fortement affecté les milieux terrestres et aquatiques.
La Compagnie Iron Ore du Canada, qui exploite les mines du lac Carol (mine Smallwood) depuis 1962, effectue des dépôts de résidus miniers dans le lac Wabush. Le drainage minier acide a pollué les eaux qui ont pris une coloration marron, pollution entraînant une forte mortalité de la faune et de la flore. Le volume des dépôts est très important, la surface a en partie été végétalisée et continue de s'étendre dans le lac Wabush qui a été coupé en deux parties désormais barrées (52° 58′ 02″ N, 66° 51′ 40″ O).
A l'est de Wabush, les résidus miniers des mines de Wabush (mine Scully) exploitées depuis 1965, déposés dans le lac Flora, en partie végétalisés, ont coupé le plan d'eau en deux parties. Les lacs Flora nord et Flora sud sont désormais reliées par un ruisseau fortement pollué sur la rive orientale qui permet l'écoulement de la partie sud dans la partie nord puis dans le lac Wabush (52° 58′ 29″ N, 66° 50′ 27″ O).
Le site des mines de Wabush est bordé par un ensemble de lacs comprenant les lacs Jean, Knoll, Flora, Wahnahnish, Harrie, Vern, Long (Duley) ainsi que le Petit lac Wabush. La forte conductivité hydraulique des sols amène des infiltrations d'eau des lacs Long et Wabush au fond des fosses minières.

### Chemins de fer
La ligne de chemin de fer du lac Wabush (construit en 1963 sur une longueur de 21 km) longe la rive orientale du Petit lac Wabush derrière la zone d'activités de Wabush. Peu après le pont sur l'émissaire du lac Jean, le chemin de fer du lac Bloom (construit en 2010 sur une longueur de 31,5 km) se sépare du chemin de fer du lac Wabush à l'entrée des installations des mines de Wabush. Le chemin de fer du lac Bloom remonte vers le nord en passant à l'est de l'ancien lac Hay comblé dans les années 2010, il passe entre la fosse est orientale (inondée depuis la fermeture des mines de Wabush en 2014) au sud et le Petit lac Wabush (527 mètres d'altitude) au nord, remonte vers l'ouest le long du lac Harrie, puis traverse l'émissaire du lac Long.
Le chemin de fer se poursuit vers l'ouest, croise à nouveau la route 500 allant à Fermont, passe au-dessus de la rivière Ironstone (affluent principal de la rivière Walsh) puis de la rivière Walsh. Le chemin de fer se dirige ensuite vers le sud-ouest au niveau du lac Virot en passant au-dessus de l'émissaire du lac Huguette et en passant à l'ouest du lac.
Le terrain traversé par la ligne de chemin de fer proposée est constitué de terres basses, de forêts boréales, de muskeg et de plusieurs lacs. À partir d'une altitude de 700 m aux installations de déchargement près de la frontière entre le Québec et le Labrador, la ligne descend jusqu'à 540 m à la jonction de Wabush. Le chemin de fer compte quatre ponts à portée libre, une structure qui traverse complètement un cours d'eau sans modifier le lit ou la berge du cours d'eau. 
La construction du chemin de fer a eu des répercussions sur un espace naturel alors encore vierge, même si le tracé a été optimisé afin de minimiser l'impact environnemental
.

### Loisirs
Un aménagement pour les bateaux a été effectué sur le lac Shabogamo (53° 07′ 32″ N, 66° 46′ 58″ O) accessible depuis Labrador City et Wabush par la route à travers la forêt. Le lac Wabush ne se prête en effet plus aux activités nautiques.
La rive ouest du lac Long accueille deux zones de campings (52° 53′ 31″ N, 66° 59′ 54″ O) dont le parc Duley sur la péninsule déboisée de l'embouchure de la rivière Walsh. Ces campings sont reliés à la route 500 par une route secondaire remontant le long de la rivière Walsh, à mi-distance de Labrador City et de la frontière québécoise.

## Histoire
Le secteur est parcouru par les Innus depuis des milliers d'années.
Le secteur a appartenu au Québec avant d'être attribué au Labrador terre-neuvien en 1927, lorsque le Conseil privé de Londres trancha le débat sur la frontière Québec-Labrador en situant la fin de la côte du Labrador à la limite du bassin versant se déversant dans la mer du Labrador.
Le bassin supérieur du fleuve Churchill pénètre profondément à l'intérieur de la péninsule du Québec-Labrador, donnant au Labrador sa forme particulière en partie enclavée dans le Québec. Le sous-bassin de la rivière Shabogamo et de sa branche mère la rivière Walsh est lui-même en partie enclavé à plus petite échelle, s'avançant vers l'ouest au cœur du territoire québécois. Les villes de Labrador City et de Wabush ainsi que les immenses réserves de minerai de fer situées au milieu de ce sous-bassin se sont ainsi retrouvées du côté du Labrador terre-neuvien.

## Géologie
Le bassin de la rivière Shabogamo se situe au cœur du bouclier canadien marqué par une imperméabilité des sols.
La suite intrusive de Shabogamo comprend de nombreux corps de gabbro à métamorphose variable qui empiètent sur les séquences archéenne et protérozoïque à la jonction des provinces structurales du Supérieur, de Churchill et de Grenville dans l'ouest du Labrador.